# Ilir Seitaj
Ilir Seitaj (n. 1957) es un ajedrecista MI albanés. Sitaj ha ganado el Campeonato Albanés de Ajedrez en cuatro ocasiones (1983, 1991, 1999 y 2009).

## Carrera
Desde principios de los años 80 fue uno de los líderes del ajedrez de Albania. Ganó cuatro medallas de oro en el Campeonato Individual de Albania (1983, 1991, 1999, 2009). Cuatro veces participaron en los torneos regionales (eliminación de la Copa del Mundo) en Kavala (1985), Ankara (1995), Panormo (1998) y Ereván (2000).
En repetidas ocasiones representó a Albania en el equipo de los torneos:
- En nueve ocasiones para las Olimpiadas de ajedrez (1984, 1988, 1990, 1994, 1998, 2002, 2004, 2010, 2012).
- Un Campeonato de Europa de ajedrez por equipos (en 2001).
- Dos veces en el Campeonato de los Balcanes por equipos (1984, 1994).

La mayor clasificación que alcanzó durante su carrera se dio el 1 de julio de 1992, cuando alcanzó la puntuación de 2.425 puntos, ocupando el segundo lugar (detrás de Fatos Muco) entre los mejores jugadores de ajedrez de Albania; sin embargo, su mayor clasificación fue la que dejó tras retirarse de la FIDE, obteniendo una puntuación de 2.364 puntos.